# Casa Noguera
La Casa Noguera és un edifici del municipi de Cardedeu (Vallès Oriental) protegit com a bé cultural d'interès local.

## Descripció
És un habitatge entre mitgeres, de planta baixa i dos pisos, que antigament formava un sol edifici amb la casa del costat. L'estructura de la façana es perd a causa del desplaçament del portal. La façana està rematada per un coronament de perfil sinuós i tota ella és arrebossada. L'interior de l'edifici es conserva en la seva forma original. Té una magnífica vidriera com a porta d'entrada interior.

## Història
En el lloc on hi ha aquesta casa ja hi existia una gran casa en el segle xviii, ta com podem veure en el plànol de 1777. Aquesta gran casa formava un sol edifici amb la casa del costat, s'aprofità l'estructura per fer una renovació l'any 1918, reformant els interiors i fent una nova façana, tal com la veiem ara. Quedà transformada com a casa d'estiueig en una zona, la plaça Sant Joan, on s'acabava de fer una gran reforma urbanística, enderrocant la casa Lledó.